# 1333.
◄ | 13. stoljeće | 14. stoljeće | 15. stoljeće | ►
◄ | 1300-ih | 1310-ih | 1320-ih | 1330-ih | 1340-ih | 1350-ih | 1360-ih | ►
◄◄ | ◄ | 1330. | 1331. | 1332. | 1333. | 1334. | 1335. | 1336. | ► | ►►
Arhitektura • Astronomija • Glazba • Knjige • Književnost • Kršćanstvo • Medicina • Pravo • Promet • Slikarstvo • Znanost

## Događaji
- Dubrovačka Republika od srpskog cara Dušana kupila Pelješac.

## Vanjske poveznice
|  | Zajednički poslužitelj ima još gradiva o temi 1333. |